# Ліщина велика
Ліщина велика (Corylus maxima) — вид рослин із родини березових (Betulaceae), батьківщиною є Балканський півострів.

## Опис
Це кущ невелике дерево заввишки 6–10 метрів. Молоді пагони коричневі або бурі, вкриті сочевичками й оксамитовим залозистим запушенням. Листки округлі або широко-овальні, коротко загострені, двічі зубчасті, зверху голі, знизу сіро-запушені, м'яко-волосисті, 7–14 × 6–11 см. Чоловічі сережки мають довжину 5–10 см. Плід — горіх, 18–25 × 10–15 мм, кулястий еліпсоїдний чи довгастий, сірувато запушений на верхівці, поверхня неглибока борозниста або гладка, злегка блискуча, коричнева. 2n=22.

## Поширення
Батьківщиною є Балканський півострів; вид натуралізований у Великій Британії, Німеччині, Австрії, Туреччині, Криму; інтродукований і культивується в деяких інших країнах. Населяє ліси й вирощується в садах.
В Україні зростає у садах і парках — у Криму, зрідка в інших регіонах.

## Використання
Цей вид широко культивується для отримання смачних їстівних горіхів. Він також широко використовується в садівництві, включаючи декоративний сорт під назвою 'Purpurea', який має фіолетове листя. Листя використовувалося в традиційній турецькій медицині всередину як відвар при екземах, тоді як шматочки листя зовні для лікування набряків і висипань.

## Галерея

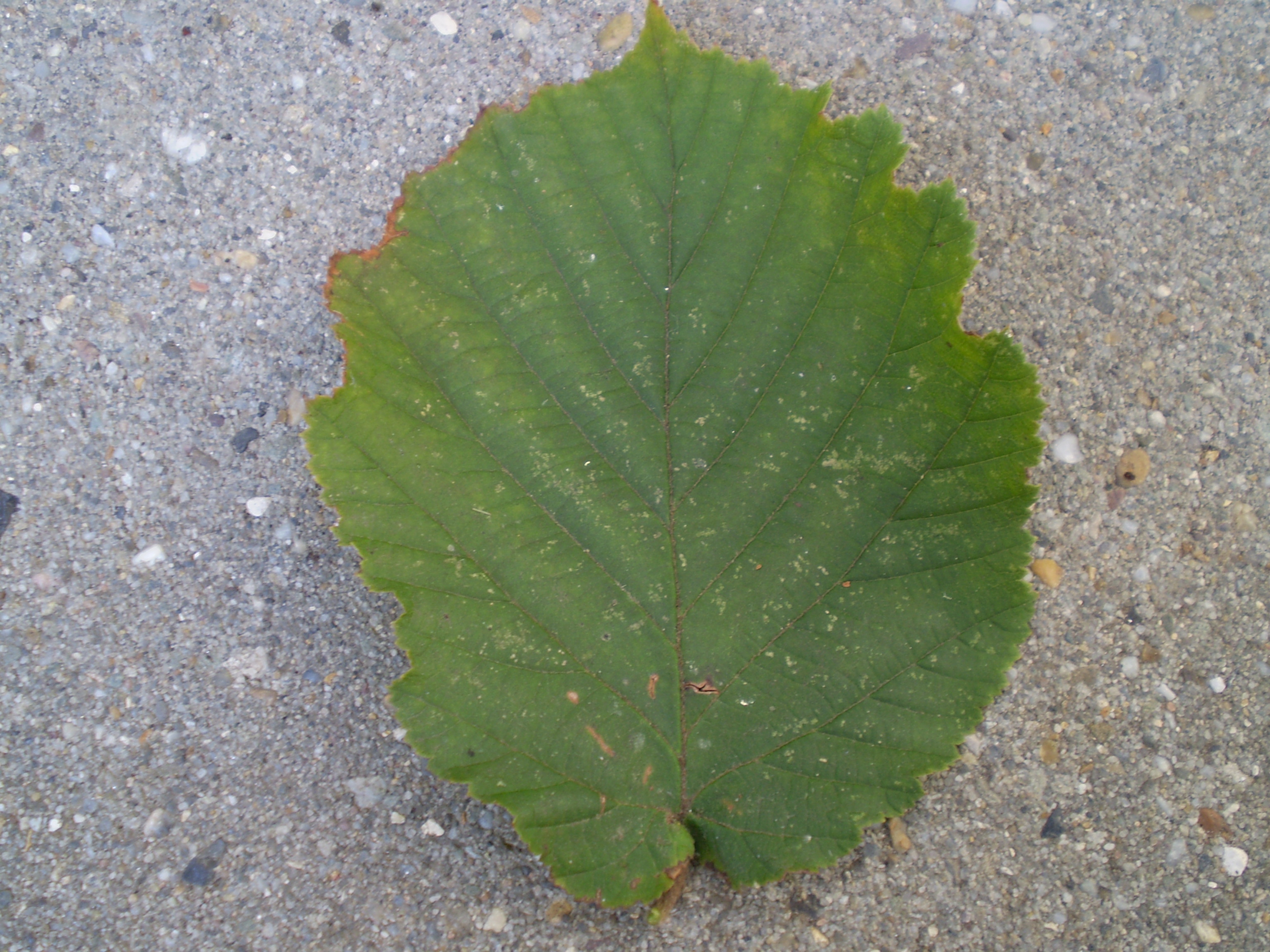
Листок
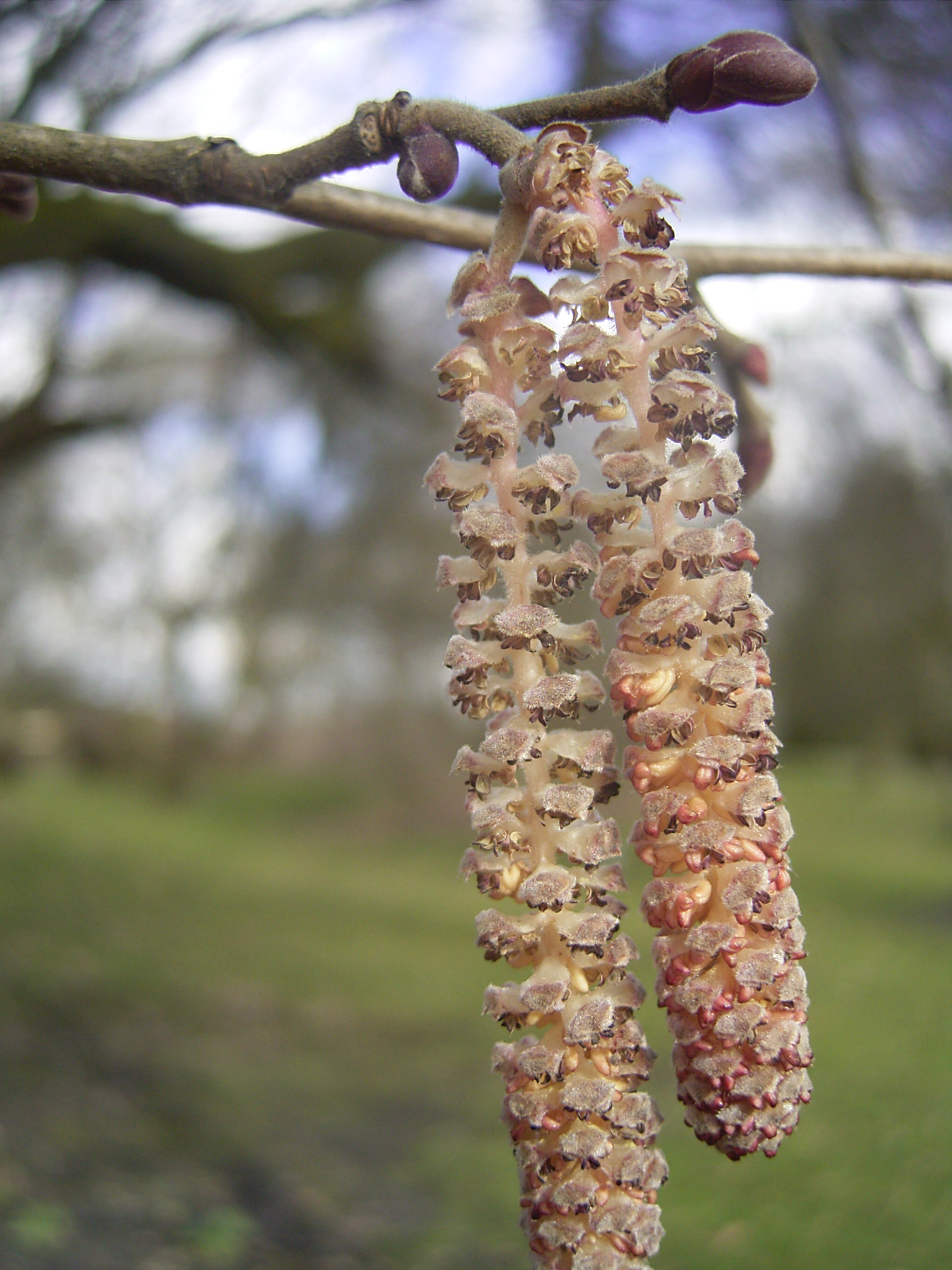
Сережки
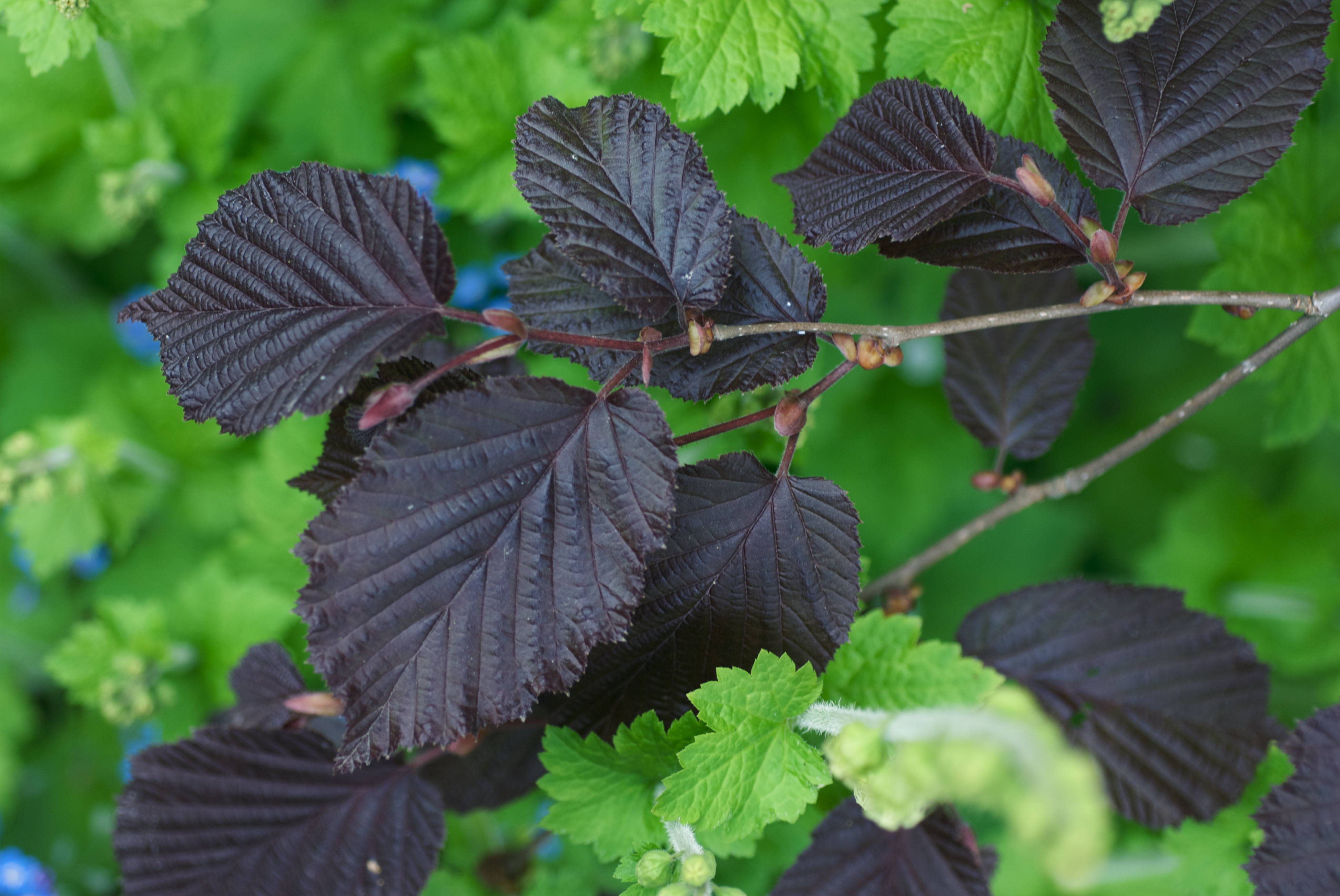
Corylus maxima 'Purpurea'
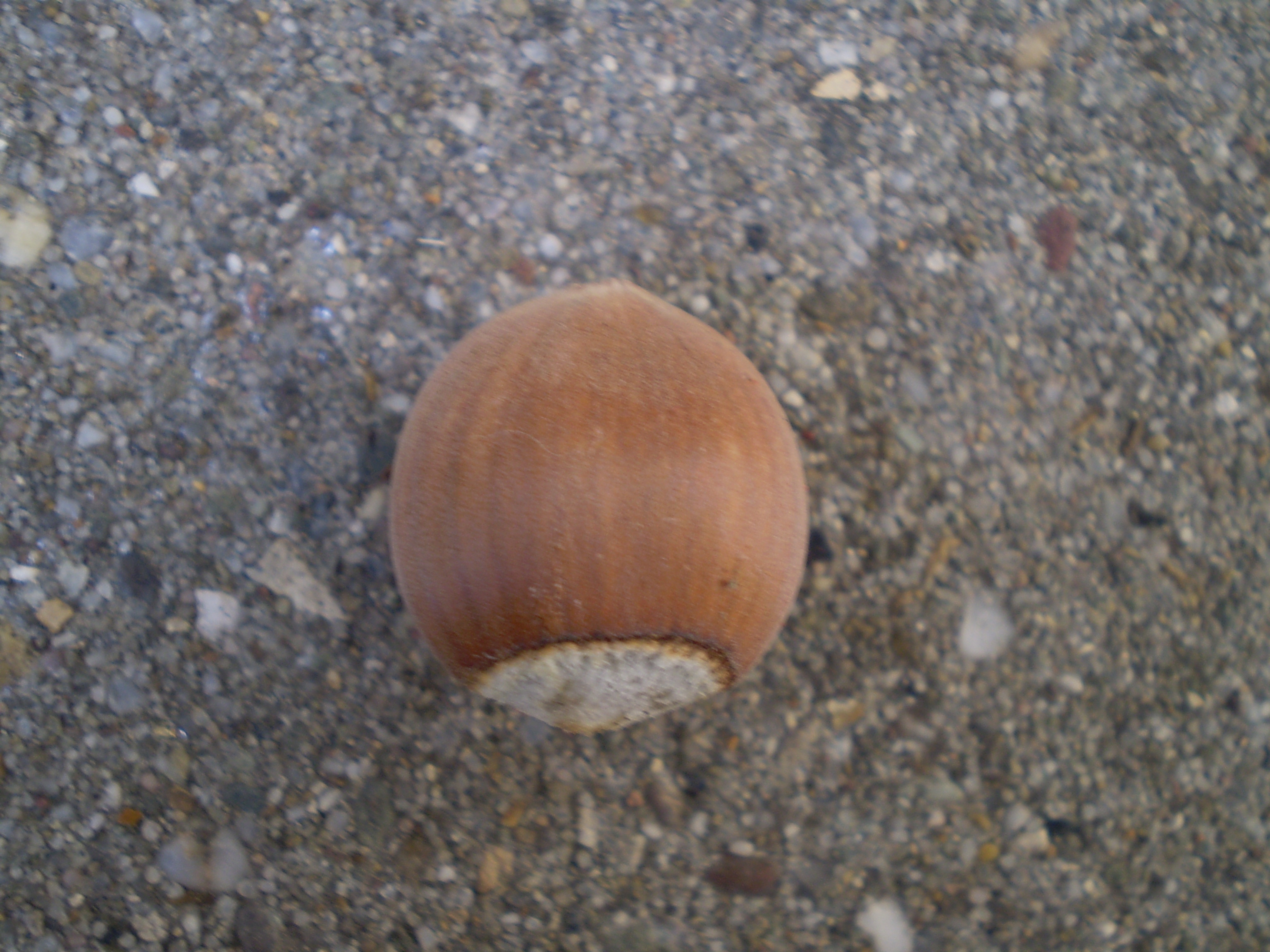
Плід
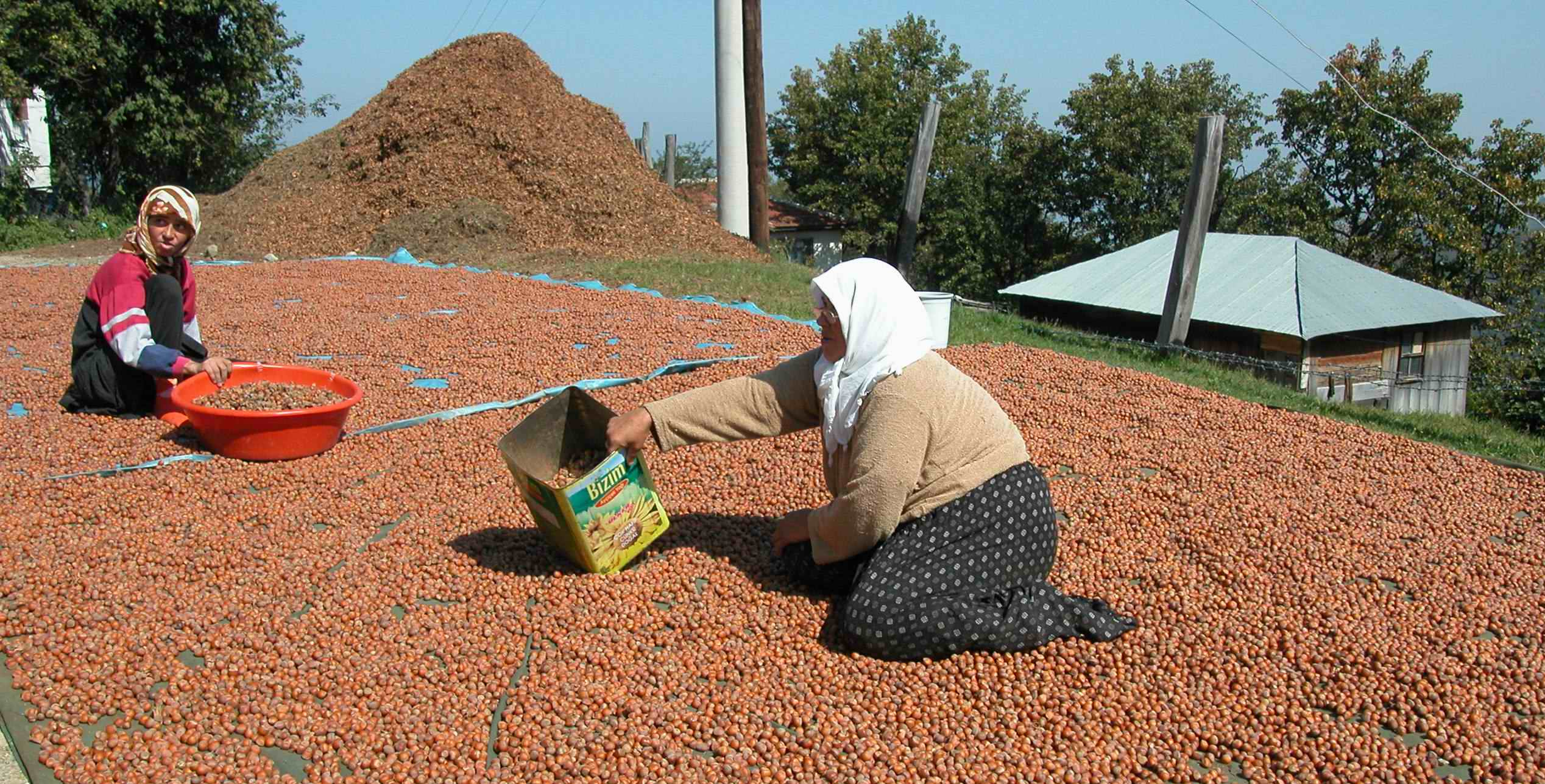
Урожай ліщини в Туреччині